# آمورسک
شهر آمورسک (به روسی: Амурск) در کشور روسیه و در کرای خاباروفسک واقع شده‌است.